# RV Adler 1901 Mönchengladbach Neuwerk
Der RV Adler 1901 Mönchengladbach ist ein in Mönchengladbach-Neuwerk am Niederrhein beheimateter Sportverein. Der RV Adler 1901 Mönchengladbach Neuwerk widmet sich der Pflege des Radsports. Aktiv ist der Verein mit Jugend- und Elitesportlern beim Einer-, Zweier-, Vierer- und Sechser-Kunstradfahren vertreten. Mehr als 100 Deutsche- und 5 Europa-Meistertitel konnte der Verein in seiner über 100-jährigen Vereinsgeschichte im Kunstradfahren erringen und zählt zu den erfolgreichsten Vereinen im Hallenradsport.

## Die Gründung
Anfang Juli 1901 wurde der RV Adler 1901 Mönchengladbach Neuwerk in Mönchengladbach gegründet. Zu den Gründungsmitgliedern zählten: Heinrich Compes, Heinrich Dreßen, Anton Könes, Johann Schlechtriem und Bernhard Weiland. Als damaliges Übungslokal diente der Dockesaal (Brauerei Kothen, Engelbleckerstraße). Der erste Vorstand setzte sich wie folgt zusammen: 1. Vorsitzender: Anton Könes, 2. Vorsitzender: Heinrich Compes, Fachwart: Heinrich Schmitz, Schriftführer: Johann Schlechtriem und Kassierer: Matthias Jansen.

## Vereinserfolge

### Einer-Kunstradfahren

#### Schülerinnen
- 1991 - Deutsche Vizemeisterin in Korbach - Simone Schlösser

#### Schüler
- 1992 - 3. Platz Deutsche Meisterschaften in Kriftel - Marc Uhlmann

#### Juniorinnen
- 1948 - Deutsche Meisterin Juniorinnen in Friedberg - Martina Neues
- 1949 - Deutsche Meisterin Juniorinnen in Hannover - Martina Neues
- 1949 - 3. Platz Deutsche Meisterschaften Juniorinnen in Hannover - Gisela Welters
- 1950 - Deutsche Meisterin Juniorinnen in Mönchengladbach - Martina Neues
- 1950 - 3. Platz Deutsche Meisterschaften Juniorinnen in Mönchengladbach - Gisela Welters
- 1951 - Deutsche Meisterin Juniorinnen in Schwäbisch Gmünd - Gisela Welters
- 1952 - Deutsche Vizemeisterin Juniorinnen in Hamburg - Gisela Welters
- 1953 - Deutsche Meisterin Juniorinnen in Hannover - Gisela Welters
- 1954 - Deutsche Meisterin Juniorinnen in Passau - Gisela Welters
- 1955 - Deutsche Vizemeisterin Juniorinnen in Krefeld - Gisela Welters

#### Junioren
- 1947 - Deutscher Meister Junioren in Hamburg - Bernhard Adrians
- 1948 - Deutscher Vizemeister Junioren in Friedberg - Matthias Siegers
- 1949 - Deutscher Meister Junioren in Hannover - Bernhard Adrians
- 1949 - Deutscher Vizemeister Junioren in Hannover - Matthias Siegers
- 1950 - 3. Platz Deutsche Meisterschaften Junioren in Mönchengladbach - Bernhard Adrians
- 1955 - 3. Platz Deutsche Meisterschaften Junioren in Krefeld - Rudi Plum
- 1956 - 3. Platz Deutsche Meisterschaften Junioren in Frankfurt/Main - Herbert Gülden
- 1957 - 3. Platz Deutsche Meisterschaften Junioren in Gießen - Herbert Gülden

#### Frauen
- 1950 - Deutsche Meisterin in Mönchengladbach - Anneliese Mevissen
- 1954 - Deutsche Vizemeisterin in Passau - Rita Neues
- 1955 - Deutsche Meisterin in Krefeld - Rita Neues
- 1956 - Deutsche Meisterin in Frankfurt/Main - Rita Neues
- 1956 - Deutsche Vizemeisterin in Frankfurt/Main - Gisela Welters
- 1957 - Deutsche Meisterin in Gießen - Gisela Welters
- 1958 - Deutsche Meisterin in Saarbrücken - Gisela Welters
- 1961 - Deutsche Meisterin in Karlsruhe - Gisela Welters
- 1962 - Deutsche Meisterin in Frankfurt/Main - Gisela Welters

#### Männer
- 1947 - 3. Platz Deutsche Meisterschaften in Schwäbisch Gemünd - Heinrich Compes
- 1948 - 3. Platz Deutsche Meisterschaften in Mengringhausen - Heinrich Compes
- 1950 - Deutscher Meister in Mönchengladbach - Heinrich Compes

### Zweier-Kunstradfahren

#### Junioren
- 1947 - Deutscher Meister Junioren in Hamburg - Bernhard Adrians und Matthias Siegers
- 1949 - Deutscher Meister Junioren in Hannover - Bernhard Adrians und Matthias Siegers
- 1950 - Deutscher Vizemeister Junioren in Mönchengladbach - Bernhard Adrians und Matthias Siegers
- 1951 - Deutscher Meister Junioren in Schwäbisch Gmünd - Bernhard Adrians und Josef Döhmen
- 1956 - Deutscher Vizemeister Junioren in Frankfurt/Main - Karl Heinz Strommenger und Manfred Kruse

#### Männer
- 1929 - Deutscher Meister in Berlin - Johann Adrians und Peter Sieben
- 1929 - 3. Platz Deutsche Meisterschaften in Berlin - Franz Adrians und Josef Küppenbender
- 1930 - 3. Platz Deutsche Meisterschaften in Halle a.d. Saale - Franz Adrians und Josef Küppenbender
- 1936 - 3. Platz Deutsche Meisterschaften in Bonn - Franz Adrians und Peter Siben
- 1937 - 3. Platz Deutsche Meisterschaften in Berlin - Franz Adrians und Hubert Küsters
- 1938 - Deutscher Vizemeister in Stuttgart - Franz Adrians und Hubert Küsters
- 1939 - Deutscher Vizemeister in Berlin - Franz Adrians und Hubert Küsters
- 1940 - Deutscher Meister in Hannover - Franz Adrians und Hubert Küsters
- 1947 - Deutscher Vizemeister in Schwäbisch Gmünd - Franz Adrians und Hubert Küsters
- 1948 - Deutscher Vizemeister in Mengringhausen - Franz Adrians und Hubert Küsters
- 1948 - 3. Platz Deutsche Meisterschaften in Mengringhausen - Heinz Rommerskirchen und Karl Josef Krahe
- 1950 - Deutscher Meister in Mönchengladbach - Franz Adrians und Hubert Küsters
- 1950 - Deutscher Vizemeister in Mönchengladbach - Heinz Rommerskirchen und Heinz Conze
- 1951 - Deutscher Meister in Schwäbisch Gmünd - Franz Adrians und Hubert Küsters
- 1952 - Deutscher Meister in Hamburg - Franz Adrians und Hubert Küsters
- 1953 - Deutscher Vizemeister in Hannover - Franz Adrians und Hubert Küsters
- 1954 - Deutscher Meister in Passau - Franz Adrians und Hubert Küsters
- 1955 - Deutscher Meister in Krefeld - Franz Adrians und Hubert Küsters
- 1957 - 3. Platz Deutsche Meisterschaften in Gießen - Heinz Rommerskirchen und Bernhard Adrians
- 1958 - 3. Platz Deutsche Meisterschaften in Saarbrücken - Heinz Rommerskirchen und Bernhard Adrians
- 1959 - Deutscher Vizemeister in Hannover - Heinz Rommerskirchen und Bernhard Adrians

### Vierer-Kunstradfahren

#### Schüler
- 1978 - Deutscher Vizemeister Schüler in Bad Salzuflen - Stefan Lingen, Georg Bockers, Martin Wichert und Thomas Hally
- 1981 - 3. Platz Deutsche Meisterschaften Schüler in Gersweiler - Frank Gülden, Ralf Huppertz, Andre Linges und Gregor Rütters
- 1984 - Deutscher Vizemeister Schüler in Nordenham - Christian Plützer, Reinhard Leidens, Michael Quade und Rudi Fußangel
- 1987 - Deutscher Meister Schüler in Korbach - Markus Schmitz, Stefan Huppertz, Thomas Klinken und Marc Herzmann
- 1988 - Deutscher Meister Schüler in Stadtlohn - Markus Schmitz, Stefan Huppertz, Thomas Klinken und Carsten Stähn
- 1989 - Deutscher Meister Schüler in Moers - Markus Schmitz, Michael Stähn, Thomas Klinken und Carsten Stähn
- 1992 - Deutscher Meister Schüler in Kriftel - Michael Stähn, Simon Muhr, Marc Uhlmann und Dirk Uhlmann
- 1993 - Deutscher Vizemeister Schüler in Lengerich - Niki Hoppenkamps, Dirk Uhlmann, Daniel Lowinski und Markus Kronen
- 1995 - Deutscher Meister Schüler in Mönchengladbach - Andreas Bell, Benjamin Lowinski, Christian Kaes und Simon Jägersküpper
- 1996 - Deutscher Meister Schüler in Rimpar - Andreas Bell, Benjamin Schwarte, Christian Kaes und Simon Jägersküpper
- 1997 - Deutscher Meister Schüler in Denzlingen - Christian Stähn, Jonas Jägersküpper, Christian Kaes und Benjamin Schwarte
- 1997 - 3. Platz Deutsche Meisterschaften Schüler in Denzlingen - Matthias Post, Marcel Hilkens, Stephan Küpper und Christian Steinfals
- 1998 - Deutscher Vizemeister Schüler in Lemgo - Christian Stähn, Jonas Jägersküpper, Matthias Post und Christian Kaes
- 2000 - Deutscher Vizemeister Schüler in München - Raphael Schwarte, Marcel Hilkens, Stephan Küpper und Christian Steinfals

#### Juniorinnen
- 1967 - Deutscher Vizemeister Juniorinnen in Böblingen - Gisela Beckers, Renate Döhmen, Annemarie Bolten und Heide Robling
- 1970 - Deutscher Vizemeister Juniorinnen in Wickrath - Renate Döhmen, Margret Bühren, Heidi Robling und Gisela Beckers
- 1972 - 3. Platz Deutsche Meisterschaften Juniorinnen in Offenbach - Margret Bühren, Gabi Kapell, Roswitha Giese und Hanni Jansen
- 1973 - Deutscher Vizemeister Juniorinnen in Kassel - Cordula Giese, Bärbel Gawlik, Susanne Krause und Annemarie Sandkaulen
- 1973 - 3. Platz Deutsche Meisterschaften Juniorinnen in Kassel - Gabi Kapell, Margret Bühren, Roswitha Giese und Hanni Jansen
- 1974 - Deutscher Meister Juniorinnen in Bremen - Roswitha Giese, Cordula Giese, Bärbel Gawlik und Annemarie Sandkaulen
- 1975 - Deutscher Vizemeister Juniorinnen in Wolfsburg - Cordula Giese, Roswitha Giese, Annemarie Sandkaulen und Bärbel Gawlik
- 1986 - Deutscher Vizemeister Juniorinnen in Köln-Porz - Anja Mangelsdorf, Silvia Schröder, Beate Lingen und Claudia Huppertz

#### Junioren
- 1964 - Deutscher Meister Junioren in Wiesbaden - Hans Schumacher, Walter Bruß, Heinz Schmitz und Wilfried Lenzkes
- 1965 - Deutscher Meister Junioren in Hannover - Hans Schumacher, Walter Bruß, Werner Hoegen und Paul Scheer
- 1973 - Deutscher Meister Junioren in Kassel - Udo Krokowski, Ewald Fuhrmann, Peter Steinfals und Roland Reichelt
- 1974 - Deutscher Meister Junioren in Bremen - Udo Krokowski, Ewald Fuhrmann, Peter Steinfals und Roland Reichelt
- 1975 - Deutscher Meister Junioren in Wolfsburg - Udo Krokowski, Ewald Fuhrmann, Peter Steinfals und Roland Reichelt
- 1977 - Deutscher Meister Junioren in Straubing - Wolfgang Look, Heinz Sommer, Jürgen Dömges und Jürgen Munsch
- 1979 - Deutscher Meister Junioren in Moers - Wolfgang Look, Heinz Sommer, Jürgen Dömges und Jürgen Munsch
- 1980 - 3. Platz Deutsche Meisterschaften Junioren in Lübbecke - Stefan Lingen, Thomas Hally, Martin Wichert und Georg Bockers
- 1981 - Deutscher Vizemeister Junioren in Oberursel - Martin Wichert, Stefan Lingen, Thomas Hally und Georg Bockers
- 1982 - 3. Platz Deutsche Meisterschaften Junioren in Lieme - Thomas Hally, Martin Wichert, Stefan Lingen und Georg Bockers
- 1984 - Deutscher Vizemeister Junioren in Dellingen - Michael Orth, Ralf Huppertz, Gregor Rütters und Frank Gülden
- 1985 - 3. Platz Deutsche Meisterschaften Junioren in Krofdorf - Michael Orth, Ralf Huppertz, Gregor Rütters und Frank Gülden
- 1987 - 3. Platz Deutsche Meisterschaften Junioren in Losheim - Jochen Leusch, Peter Schmidt, Rudi Fußangel und Reinhard Leidens
- 1988 - 3. Platz Deutsche Meisterschaften Junioren in Friftel - Michael Quade, Christian Plützer, Rudi Fußangel und Reinhard Leidens
- 1991 - Deutscher Meister Junioren in Nieder-Olm - Markus Schmitz, Stefan Huppertz, Thomas Klinken und Marc Herzmann
- 1992 - Deutscher Meister Junioren in Gärtringen - Markus Schmitz, Stefan Huppertz, Thomas Klinken und Carsten Stähn
- 1993 - Deutscher Meister Junioren in Bergheim - Markus Schmitz, Marc Uhlmann, Carsten Stähn und Simon Muhr
- 1994 - Deutscher Vizemeister Junioren in Alsdorf - Carsten Stähn, Michael Stähn, Simon Muhr und Marc Uhlmann
- 1995 - 3. Platz Deutsche Meisterschaften Junioren in Rimpar - Markus Korsten, Michael Stähn, Simon Muhr und Niki Hoppenkamps
- 1996 - Deutscher Vizemeister Junioren in Velbert - Michael Stähn, Marc Uhlmann, Simon Muhr und Dirk Uhlmann
- 1997 - 3. Platz Deutsche Meisterschaften Junioren in Iserlohn - Andreas Bell, Rene Räffgen, Simon Jägersküpper und Dirk Uhlmann
- 1998 - Deutscher Vizemeister Junioren in Rimpar - Andreas Bell, Rene Räffgen, Simon Jägersküpper und Benjamin Schwarte
- 1999 - Deutscher Vizemeister Junioren in Noppenberg - Andreas Bell, Benjamin Schwarte, Simon Jägersküpper und Christian Kaes
- 1999 - 3. Platz Deutsche Meisterschaften Junioren in Noppenberg - Christian Stähn, Matthias Post, Jonas Jägersküpper und Marcel Hilkens
- 2000 - Deutscher Vizemeister Junioren in Großgottern - Simon Jägersküpper, Andreas Bell, Benjamin Schwarte und Simon Muhr
- 2000 - 3. Platz Deutsche Meisterschaften Junioren in Großgottern - Jonas Jägersküpper, Rene Päffgen, Matthias Post und Christian Stähn
- 2001 - 3. Platz Deutsche Meisterschaften Junioren in Kornwestheim - Raphael Schwarte, Marcel Hilkens, Christian Stähn und Stephan Küpper
- 2018 - 3.  Platz Deutscher Meisterschaften Junioren in Nufringen - Maren Günther, Johanna Thomas, Anne Knoop und Jan Rodemerk

#### Frauen
- 1962 - 3. Platz Deutsche Meisterschaften in Frankfurt/Main - Hannelore Lingen, Hannelore Loers, Liane Loers und Gisela Lindt
- 1964 - Deutscher Meister in Wiesbaden - Gisela Florak, Hannelore Lingen, Liane Loers und Gisela Lindt
- 1965 - Deutscher Meister in Hannover - Hannelore Loers, Liane Loers, Gisela Quade und Hannelore Lingen
- 1966 - Deutscher Meister in Wuppertal - Liane Heiden, Gisela Quade, Hannelore Lingen und Marlies Grothwinkel
- 1967 - Deutscher Meister in Böblingen - Mechtilde Moll, Hannelore Lingen, Marlies Grothwinkel und Gisela Quade
- 1968 - Deutscher Meister in Andernach - Mechtilde Moll, Hannelore Lingen, Marlies Grothwinkel und Gisela Quade
- 1969 - Deutscher Meister in Saarbrücken - Gisela Quade, Giesela Florack, Hannelore Lingen und Mechtilde Moll
- 1970 - Deutscher Meister in Wickrath - Marlies Grothwinkel, Gisela Quade, Gisela Florack und Mechtilde Moll
- 1972 - Deutscher Meister in Offenbach - Mechtilde Moll, Gisela Quade, Renate Erbers und Marlies Grothwinkel
- 1973 - Deutscher Vizemeister in Kassel - Mechtilde Moll, Gisela Quade, Renate Erbers und Marlies Grothwinkel
- 1974 - Deutscher Vizemeister in Bremen - Hannelore Lingen, Gisela Quade, Hanni Jansen und Margret Bühren
- 1975 - Deutscher Meister in Wolfsburg - Hanni Jansen, Margret Bühren, Waltraud Strommenger und Hannelore Lingen
- 1976 - Deutscher Meister in Ulm - Hanni Jansen, Margret Bühren, Waltraud Strommenger und Hannelore Lingen
- 1977 - Deutscher Vizemeister in Straubing - Renate Erbers, Bärbel Gawlik, Hanni Jansen und Margret Schaffrath
- 1978 - Deutscher Vizemeister in Marburg - Lydia Robling, Cordula Giese, Annemarie Sandkaulen und Roswitha Giese
- 1993 - Deutscher Vizemeister in Moers - Ursula Schrennen, Claudia Huppertz, Beate Lingen und Anja Mangelsdorf
- 1994 - 3. Platz Deutscher Meisterschaften in Gärtringen, Claudia Huppertz, Anja Mangelsdorf, Ursula Schrennen und Beate Lingen

#### Männer
- 1962 - Deutscher Vizemeister in Frankfurt/Main - Hans Georg Huppertz, Manfred Schaath, Norbert Laurs und Hubert Mevissen
- 1964 - Deutscher Meister in Wiesbaden - Heinz Josef Plum, Heinz Sieben, Bernhard Adrians und Karl Heinz Strommenger
- 1964 - 3. Platz Deutsche Meisterschaften in Wiesbaden - Hans Georg Huppertz, Herbert Gülden, Norbert Laurs und Hubert Mevissen
- 1965 - 3. Platz Deutsche Meisterschaften in Hannover - Hans Georg Huppertz, Herbert Gülden, Norbert Laurs und Hubert Mevissen
- 1966 - Deutscher Vizemeister in Wuppertal - Matthias Lingen, Heinz Josef Plum, Herbert Gülden und Karl Heinz Strommenger
- 1967 - 3. Platz Deutsche Meisterschaften in Böblingen - Matthias Lingen, Heinz Josef Plum, Heinz Sieben und Karl Heinz Strommenger
- 1968 - Deutscher Vizemeister in Andernach - Bernhard Adrians, Hans Georg Huppertz, Herbert Gülden und Karl Heinz Strommenger
- 1969 - Deutscher Vizemeister in Saarbrücken - Wilfried Lenzkes, Walter Bruß, Matthias Lingen und Heinz Schmitz
- 1971 - 3. Platz Deutsche Meisterschaften in Augsburg - Wilfried Lenzkes, Walter Bruß, Matthias Lingen und Heinz Schmitz
- 1972 - Deutscher Vizemeister in Offenbach - Wilfried Lenzkes, Walter Bruß, Matthias Lingen und Heinz Schmitz
- 1972 - 3. Platz Deutsche Meisterschaften in Offenbach - Hans Georg Huppertz, Herbert Gülden, Norbert Laurs und Karl Heinz Strommenger
- 1973 - 3. Platz Deutsche Meisterschaften in Kassel - Hans Georg Huppertz, Herbert Gülden, Norbert Laurs und Karl Heinz Strommenger
- 1975 - Deutscher Vizemeister in Wolfsburg - Hans Georg Huppertz, Heinz Schmitz, Walter Bruß und Herbert Gülden
- 1977 - 3. Platz Deutsche Meisterschaften in Straubing - Walter Bruß, Herbert Gülden, Heinz Schmitz und Hans Georg Huppertz
- 1978 - 3. Platz Deutsche Meisterschaften in Marburg - Walter Bruß, Herbert Gülden, Heinz Schmitz und Hans Georg Huppertz
- 1979 - 3. Platz Deutsche Meisterschaften in Moers - Ewald Fuhrmann, Roland Reichelt, Peter Steinfals und Udo Krokowski
- 1982 - 3. Platz Deutsche Meisterschaften in Crailsheim - Jürgen Munsch, Roland Reichelt, Heinz Sommer und Wolfgang Look
- 1983 - 3. Platz Deutsche Meisterschaften in Moers - Ewald Fuhrmann, Roland Reichelt, Jürgen Munsch und Udo Krokowski
- 1990 - Deutscher Vizemeister in Hoof - Ewald Fuhrmann, Heinz Sommer, Stefan Lingen und Jürgen Munsch
- 1992 - Deutscher Vizemeister in Schiefbahn - Ewald Fuhrmann, Heinz Sommer, Stefan Lingen und Jürgen Munsch
- 1993 - 3. Platz Deutsche Meisterschaften in Moers - Stefan Lingen, Michael Orth, Ewald Fuhrmann und Gregor Rütters
- 1994 - 3. Platz Deutsche Meisterschaften in Gärtringen - Roland Reichelt, Heinz Sommer, Jürgen Munsch und Jochen Leusch
- 1997 - Deutscher Vizemeister in Moers - Stefan Lingen, Ewald Fuhrmann, Heinz Sommer und Jürgen Munsch
- 1998 - 3. Platz Deutsche Meisterschaften in Koblenz - Jürgen Munsch, Stefan Lingen, Ewald Fuhrmann und Heinz Sommer

### Sechser-Kunstradfahren

#### Schüler
- 1978 - Deutscher Vizemeister Schüler in Bad Salzuflen - Stefan Lingen, Georg Bockers, Martin Wichert, Thomas Hally, Ralf Fuhrmann und Helmut Dömges
- 1981 - Deutscher Vizemeister Schüler in Gersweiler - Frank Gülden, Ralf Huppertz, Michael Orth, Andre Linges, Gregor Rütters und Ferdi Quinkelen
- 1983 - Deutscher Vizemeister Schüler in Laudenbach - Klaus Bockers, Rudi Fußangel, Reinhard Leidens, Jochen Leusch, Christian Plützer und Michael Quade
- 1986 - Deutscher Vizemeister Schüler in Berlin - Markus Schmitz, Stefan Huppertz, Marc Herzmann, Christian Wirtz, Christian Plützer und Thorsten Hermann
- 1987 - Deutscher Meister Schüler in Korbach - Markus Schmitz, Stefan Huppertz, Thomas Klinken, Marc Herzmann, Christian Plützer und Carsten Stähn
- 1989 - 3. Platz Deutsche Meisterschaften Schüler in Moers - Markus Schmitz, Michael Stähn, Thomas Klinken, Carsten Stähn, Sven Korsten und Stephan Pritzer
- 1990 - Deutscher Meister Schüler in Anspach - Carsten Stähn, Michael Stähn, Uli Hollmann, Simon Muhr, Dirk Uhlmann und Marc Uhlmann
- 1991 - Deutscher Meister Schüler in Korbach - Marc Uhlmann, Dirk Uhlmann, Simon Muhr, Carsten Stähn, Michael Stähn und Markus Korsten
- 1992 - Deutscher Meister Schüler in Kriftel - Michael Stähn, Simon Muhr, Marc Uhlmann, Dirk Uhlmann, Markus Kronen und Markus Korsten
- 1993 - Deutscher Vizemeister Schüler in Lengerich - Nikki Hoppenkamps, Dirk Uhlmann, Daniel Lowinski, Markus Kronen, Markus Korsten und Rene Päffgen
- 1995 - Deutscher Meister Schüler in Mönchengladbach - Andreas Bell, Benjamin Schwarte, Christian Kaes, Simon Jägersküpper, Benjamin Lowinski und Daniel Lowinski
- 1996 - Deutscher Meister Schüler in Rimpar - Andreas Bell, Benjamin Schwarte, Christian Kaes, Simon Jägersküpper, Daniel Lowinski und Benjamin Lowinski
- 1997 - Deutscher Vizemeister Schüler in Denzlingen - Christian Stähn, Jonas Jägersküpper, Christian Kaes, Matthias Post, Sebastian Bend und Marcel Hilkens
- 1998 - Deutscher Vizemeister Schüler in Lemgo - Christian Stähn, Jonas Jägersküpper, Matthias Post, Christian Kaes, Marcel Hilkens und Christian Steinfals
- 1999 - Deutscher Meister Schüler in Hoechst - Stephan Küpper, Marco Zander, Matthias Post, Marcel Hilkens, Raphael Schwarte und Christian Steinfals
- 2000 - Deutscher Meister Schüler in München - Thomas Päffgen, Raphael Schwarte, Marco Zander, Marcel Hilkens, Stephan Küpper und Christian Steinfals

#### Juniorinnen
- 1973 - Deutsche Vizemeister Juniorinnen in Kassel - Roswitha Giese, Cordula Giese, Bärbel Gawlik, Annemarie Sandkaulen, Gabi Kapell und Hanni Jansen
- 1974 - 3. Platz Deutsche Meisterschaften Juniorinnen in Bremen - Roswitha Giese, Cordula Giese, Bärbel Gawlik, Annemarie Sandkaulen, Lydia Robling und Susanne Krause
- 1975 - Deutscher Meister Juniorinnen in Wolfsburg - Roswitha Giese, Annemarie Sandkaulen, Cordula Giese, Hanni Janssen, Lydia Robling und Bärbel Gawlik
- 1976 - Deutscher Vizemeister Juniorinnen in Ulm - Hanni Janssen, Bärbel Gawlik, Annemarie Sandkaulen, Lydia Robling, Roswitha Giese und Cordula Giese
- 1984 - 3. Platz Deutsche Meisterschaften Juniorinnen in Delligsen - Anja Mangelsdorf, Silvia Schröder, Bettina Pomp, Beate Lingen, Monika Linges und Regina Giese
- 1998 - 3. Platz Deutsche Meisterschaften Juniorinnen in Rimpar - Sonja Holl, Christina Tölkes, Jacqueline Bourgeois, Kristina Erdtelt, Anke Michiels und Bettina Schmitz

#### Junioren
- 1950 - 3. Platz Deutsche Meisterschaften Junioren in Mönchengladbach - Heinz Josef Plum, Rudi Plum, Matthias Lingen, Theo Stähn, Heinz Sieben und Hans Neuß
- 1953 - Deutscher Vizemeister Junioren in Hannover - Rudi Plum, Matthias Lingen, Heinz Sieben, Heinz Josef Plum, Hans Neuß und Theo Stähn
- 1954 - Deutscher Meister Junioren in Passau - Rudi Plum, Matthias Lingen, Heinz Sieben, Theo Stähn, Herbert Gülden und Albert Eußem
- 1955 - Deutscher Meister Junioren in Krefeld - Rudi Plum, Karl Heinz Strommenger, Heinz Sieben, Theo Stähn, Herbert Gülden und Albert Eußem
- 1956 - Deutscher Meister Junioren in Frankfurt/Main - Albert Eußem, Karl Heinz Strommenger, Theo Stähn, Wolfgang Gottlob, Herbert Gülden und Manfred Kruse
- 1958 - 3. Platz Deutsche Meisterschaften Junioren in Saarbrücken - Manfred Kruse, Hans Georg Huppertz, Norbert Laurs, Hans Thelen, Manfred Schaath und Josef Baur
- 1959 - Deutscher Vizemeister Junioren in Wiesbaden - Hans Georg Huppertz, Norbert Laurs, Hans Thelen, Manfred Schaath, Josef Baur und Willi Nießen
- 1960 - Deutscher Meister Junioren in Bonn - Hans Georg Huppertz, Norbert Laurs, Hans Thelen, Manfred Schaath, Josef Baur und Walter Bruß
- 1963 - 3. Platz Deutsche Meisterschaften Junioren in Passau - Walter Bruß, Paul Scheer, Hans Schumacher, Wilfried Lenzkes, Werner Högen und Heinz Schmitz
- 1964 - Deutscher Meister Junioren in Wiesbaden - Hans Schumacher, Walter Bruß, Heinz Schmitz, Wilfried Lenzkes, Werner Hoegen und Paul Scheer
- 1965 - Deutscher Meister Junioren in Hannover - Hans Schumacher, Reinhard Bäumers, Heinz Schmitz, Wilfried Lenzkes, Werner Hoegen und Paul Scheer
- 1974 - Deutscher Vizemeister Junioren in Bremen - Udo Krokowski, Ewald Fuhrmann, Peter Steinfals, Roland Reichelt, Heinz Gerd Clever und Heinz Gerd Esser
- 1975 - Deutscher Meister Junioren in Wolfsburg - Udo Krokowski, Ewald Fuhrmann, Peter Steinfals, Roland Reichelt, Heinz Gerd Clever und Heinz Gerd Esser
- 1979 - 3. Platz Deutsche Meisterschaften Junioren in Moers - Wolfgang Look, Heinz Sommer, Jürgen Dömges, Jürgen Munsch, Karl Lönes und Uwe Königs
- 1980 - Deutscher Vizemeister Junioren in Lübbecke - Stefan Lingen, Thomas Hally, Martin Wichert, Georg Bockers, Uwe Königs und Ralf Fuhrmann
- 1981 - Deutscher Meister Junioren in Oberursel - Martin Wichert, Stefan Lingen, Thomas Hally, Georg Bockers, Ralf Fuhrmann und Karl Lönes
- 1982 - Deutscher Meister Junioren in Lieme - Heinz Sommer, Thomas Hally, Martin Wichert, Georg Bockers, Stefan Lingen und Ralf Fuhrmann
- 1983 - 3. Platz Deutsche Meisterschaften Junioren in Korbach - Ralf Fuhrmann, Frank Gülden, Ralf Huppertz, Michael Orth, Georg Rütters und Andre Linges
- 1984 - Deutscher Meister Junioren in Delligsen - Michael Orth, Ralf Huppertz, Gregor Rütters, Frank Gülden, Georg Bockers und Andre Linges
- 1985 - Deutscher Meister Junioren in Krofdorf - Michael Orth, Ralf Huppertz, Gregor Rütters, Frank Gülden, Georg Bockers und Andre Linges
- 1986 - 3. Platz Deutsche Meisterschaften Junioren in Köln-Porz - Rudi Fußangel, Jochen Leusch, Reinhard Leidens, Peter Schmidt, Ralf Huppertz und Frank Gülden
- 1988 - 3. Platz Deutsche Meisterschaften Junioren in Kriftel - Michael Quade, Christian Plützer, Rudi Fußangel, Reinhard Leidens, Bernd Gülden und Jochen Leusch
- 1989 - 3. Platz Deutsche Meisterschaften Junioren in Nordenham - Marc Herzmann, Stefan Huppertz, Rudi Fußangel, Christian Plützer, Michael Quade und Reinhard Leidens
- 1991 - Deutscher Meister Junioren in Nieder-Olm - Markus Schmitz, Stefan Huppertz, Thomas Klinken, Marc Herzmann, Christian Plützer und Uli Hollmann
- 1992 - Deutscher Meister Junioren in Gärtringen - Markus Schmitz, Stefan Huppertz, Thomas Klinken, Marc Herzmann, Carsten Stähn und Uli Hollmann
- 1993 - Deutscher Meister Junioren in Bergheim - Markus Schmitz, Marc Uhlmann, Carsten Stähn, Simon Muhr, Stefan Huppertz und Michael Stähn
- 1994 - Deutscher Meister Junioren in Alsdorf - Markus Schmitz, Carsten Stähn, Michael Stähn, Simon Muhr, Marc Uhlmann und Dirk Uhlmann
- 1995 - Deutscher Meister Junioren in Rimpar - Rene Päffgen, Markus Korsten, Michael Stähn, Carsten Stähn, Simon Muhr und Niki Hoppenkamps
- 1996 - Deutscher Meister Junioren in Velbert - Rene Päffgen, Markus Korsten, Michael Stähn, Marc Uhlmann, Simon Muhr und Dirk Uhlmann
- 1997 - Deutscher Vizemeister Junioren in Iserlohn - Andreas Bell, Rene Päffgen, Simon Jägersküpper, Marc Uhlmann, Benjamin Schwarte und Dirk Uhlmann
- 2000 - Deutscher Vizemeister Junioren in Großengottern - Simon Jägersküpper, Andreas Bell, Benjamin Schwarte, Christian Stähn, Carsten Stähn und Michael Stähn
- 2001 - Deutscher Vizemeister Junioren in Kornwestheim - Jonas Jägersküpper, Andreas Bell, Benjamin Schwarte, Matthias Post, Christian Stähn und Rene Päffgen

#### Frauen
- 1951 - Deutscher Vizemeister in Schwäbisch Gmünd - Irene Thelen, Fine Leuer Maas, Liesel Stähn, Marianne Virchens, Maria Wachtmeister und Anneliese Mevissen
- 1953 - 3. Platz Deutsche Meisterschaften in Hannover - Fine Leuer Maas, Irene Thelen, Irmgard Schmitz, Liane Loers, Anneliese Mevissen, Maria Wachtmeister
- 1963 - 3. Platz Deutsche Meisterschaften in Passau - Hannelore Lingen, Hannelore Loers, Liane Loers, Waltraud Strommenger, Mechtilde Irmen und Gisela Lindt
- 1964 - Deutscher Meister in Wiesbaden - Liane Loers, Hannelore Loers, Mechtilde Irmen, Hannelore Lingen, Waltraud Strommenger und Marlies Grothwinkel
- 1965 - Deutscher Meister in Hannover - Hannelore Loers, Liane Loers, Gisela Quade, Hannelore Lingen, Mechtilde Irmen und Marlies Grothwinkel
- 1966 - Deutscher Vizemeister in Wuppertal - Liane Heiden, Gisela Quade, Hannelore Lingen, Marlies Grothwinkel, Waltraud Strommenger und Mechtilde Moll
- 1967 - Deutscher Meister in Böblingen - Marlies Grothwinkel, Gisela Quade, Hannelore Lingen, Mechtilde Moll, Helga Siegel und Waltraud Strommenger
- 1968 - Deutscher Meister in Andernach - Marlies Grothwinkel, Gisela Quade, Hannelore Lingen, Mechtilde Moll, Waltraud Strommenger und Helga Siegel
- 1969 - Deutscher Vizemeister in Saarbrücken - Gisela Florack, Gisela Quade, Hannelore Lingen, Mechtilde Moll, Waltraud Strommenger und Helga Siegel
- 1970 - Deutscher Meister in Wickrath - Marlies Grothwinkel, Gisela Quade, Gisela Florack, Mechtilde Moll, Waltraud Strommenger und Renate Döhmen
- 1971 - Deutscher Meister in Augsburg - Marlies Grothwinkel, Gisela Quade, Mechtilde Moll, Waltraud Strommenger, Hannelore Lingen und Renate Döhmen
- 1972 - Deutscher Meister in Offenbach - Mechtilde Moll, Gisela Quade, Renate Erbers, Marlies Grothwinkel, Waltraud Strommenger und Hannelore Lingen
- 1973 - Deutscher Meister in Kassel - Waltraud Strommenger, Hannelore Lingen, Gisela Quade, Marlies Grothwinkel, Renate Erbers und Mechtilde Moll
- 1974 - Deutscher Meister in Bremen - Margret Bühren, Hanni Jansen, Waltraud Strommenger, Hannelore Lingen, Gisela Quade und Gabi Kapell
- 1977 - Deutscher Meister in Straubing - Cordula Giese, Hanni Janssen, Roswitha Giese, Hannelore Lingen, Lydia Robling und Margret Schaffrath
- 1978 - Deutscher Vizemeister in Marburg - Lydia Robling, Cordula Giese, Annemarie Sandkaulen, Roswitha Giese, Renate Erbers und Hanni Janssen
- 1994 - Deutscher Vizemeister in Gärtringen - Claudia Huppertz, Anja Mangelsdorf, Ursula Schrennen, Beate Lingen, Claudia Vitz und Monika Königs

#### Männer
- 1912 - Deutscher Meister in Wetzlar - Jakob Rommerskirchen, Anton Feldberg, Heinrich Adrians, Jakob Adrians, weitere Fahrer unbekannt
- 1935 - Deutscher Vizemeister in Erfurt - Willi Krücken, Jakob Adrians, Johann Adrians, Franz Adrians, Theo Theißen und Erwin Dornseifer
- 1936 - Deutscher Vizemeister in Bonn - Willi Krücken, Jakob Adrians, Johann Adrians, Franz Adrians, Theo Theißen und Erwin Dornseifer
- 1937 - Deutscher Vizemeister in Berlin - Willi Krücken, Jakon Adrians, Johann Adrians, Franz Adrians, Theo Theißen und Erwin Dornseifer
- 1938 - Deutscher Vizemeister in Stuttgart - Willi Krücken, Jakob Adrians, Johann Adrians, Franz Adrians, Theo Theißen und Erwin Dornseifer
- 1947 - Deutscher Meister in Schwäbisch Gmünd - Willi Krücken, Jakob Adrians, Josef Krahe, Franz Adrians, Heinrich Compes und Erwin Dornseifer
- 1948 - Deutscher Vizemeister in Mengringhausen - Willi Krücken, Jakob Adrians, Josef Krahe, Franz Adrians, Heinrich Compes und Erwin Dornseifer
- 1950 - Deutscher Meister in Mönchengladbach - Heinz Conze, Willi Krücken, Hubert Küsters, Jakob Adrians, Franz Adrians und Erwin Dornseifer
- 1951 - Deutscher Vizemeister in Schwäbisch Gmünd - Heinz Conze, Willi Krücken, Hubert Küsters, Jakob Adrians, Franz Adrians und Erwind Dornseifer
- 1952 - Deutscher Meister in Hamburg - Henz Conze, Willi Krücken, Hubert Küsters, Heinrich Compes, Franz Adrians und Erwin Dornseifer
- 1953 - Deutscher Meister in Hannover - Heinz Conze, Willi Krücken, Hubert Küsters, Heinrich Compes, Franz Adrians und Erwin Dornseifer
- 1954 - Deutscher Vizemeister in Passau - Franz Adrians, Hubert Küsters, Heinz Conze, Willi Krücken, Erwin Dornseifer und Heinrich Compes
- 1955 - Deutscher Meister in Krefeld - Matthias Lingen, Heinz Conze, Heinrich Compes, Willi Krücken, Franz Adrians und Hubert Küsters
- 1956 - Deutscher Vizemeister in Frankfurt/Main - Matthias Lingen, Heinz Conze, Heinrich Compes, Heinz Sieben, Franz Adrians und Hubert Küsters
- 1957 - Deutscher Vizemeister in Gießen - Matthias Lingen, Heinz Sieben, Heinz Conze, Franz Adrians, Hubert Küsters und Heinrich Compes
- 1958 - Deutscher Vizemeister in Saarbrücken - Matthias Lingen, Heinz Sieben, Heinz Conze, Franz Adrians, Hubert Küsters und Karl Heinz Strommenger
- 1959 - Deutscher Vizemeister in Hannover - Heinz Conze, Heinz Sieben, Franz Adrians, Bernhard Adrians, Karl Heinz Strommenger und Hubert Küsters
- 1960 - 3. Platz Deutsche Meisterschaften in Bonn - Heinz Conze, Heinz Sieben, Heinz Josef Plum, Bernhard Adrians, Karl Heinz Strommenger und Hubert Küsters
- 1961 - Deutscher Vizemeister in Karlsruhe - Heinz Conze, Heinz Sieben, Heinz Josef Plum, Matthias Lingen, Karl Heinz Strommenger und Herbert Gülden
- 1962 - Deutscher Meister in Frankfurt/Main - Heinz Conze, Bernhard Adrians, Heinz Josef Plum, Matthias Lingen, Karl Heinz Strommenger und Herbert Gülden
- 1963 - Deutscher Meister in Passau - Bernhard Adrians, Heinz Josef Plum, Matthias Lingen, Heinz Sieben, Herbert Gülden und Karl Heinz Strommenger
- 1964 - Deutscher Meister in Wiesbaden - Heinz Josef Plum, Heinz Sieben, Bernhard Adrians, Karl Heinz Strommenger, Matthias Lingen und Herbert Gülden
- 1966 - Deutscher Vizemeister in Wuppertal - Matthias Lingen, Heinz Josef Plum, Herbert Gülden, Karl Heinz Strommenger, Heinz Sieben und Bernhard Adrians
- 1967 - Deutscher Vizemeister in Böblingen - Matthias Lingen, Heinz Sieben, Karl Heinz Strommenger, Heinz Josef Plum, Herbert Gülden und Bernhard Adrians
- 1968 - Deutscher Vizemeister in Andernach - Karl Heinz Strommenger, Bernhard Adrians, Herbert Gülden, Hans Georg Huppertz, Heinz Josef Plum und Norbert Laurs
- 1969 - Deutscher Vizemeister in Saarbrücken - Heinz Josef Plum, Matthias Lingen, Herbert Gülden, Karl Heinz Strommenger, Hans Georg Huppertz und Norbert Laurs
- 1977 - Deutscher Meister in Straubing - Ewald Fuhrmann, Udo Krokowski, Walter Bruß, Heinz Schmitz, Hans Georg Huppertz und Herbert Gülden
- 1979 - Deutscher Meister in Moers - Walter Bruß, Ewald Fuhrmann, Herbert Gülden, Hans Georg Huppertz, Roland Reichelt und Heinz Schmitz
- 1980 - 3. Platz Deutsche Meisterschaften in Lübbecke - Walter Bruß, Ewald Fuhrmann, Udo Krokowski, Hans Georg Huppertz, Roland Reichelt und Heinz Schmitz
- 1981 - 3. Platz Deutsche Meisterschaften in Oberursel Walter Bruß, Ewald Fuhrmann, Udo Krokowski, Hans Georg Huppertz, Jürgen Munsch und Heinz Schmitz
- 1983 - 3. Platz Deutsche Meisterschaften in Moers Heinz Sommer, Ewald Fuhrmann, Udo Krokowski, Hans Georg Huppertz, Jürgen Munsch und Heinz Schmitz
- 1984 - Deutscher Vizemeister in Noppenberg - Udo Krokowski, Heinz Sommer, Thomas Hally, Heinz Schmitz, Jürgen Munsch und Roland Reichelt
- 1985 - Deutscher Vizemeister in Baunatal - Roland Reichelt, Udo Krokowski, Ewald Fuhrmann, Jürgen Munsch, Stefan Lingen und Thomas Hally
- 1986 - 3. Platz Deutsche Meisterschaften in Forst - Roland Reichelt, Jürgen Munsch, Thomas Hally, Stefan Lingen, Ewald Fuhrmann und Heinz Sommer
- 1988 - 3. Platz Deutsche Meisterschaften in Bad Salzuflen - Michael Orth, Roland Reichelt, Jürgen Munsch, Ewald Fuhrmann, Heinz Sommer und Stefan Lingen
- 1989 - Deutscher Vizemeister in Denzlingen - Michael Orth, Roland Reichelt, Jürgen Munsch, Ewald Fuhrmann, Heinz Sommer und Stefan Lingen
- 1990 - Deutscher Vizemeister in Hoof - Ewald Fuhrmann, Heinz Sommer, Stefan Lingen, Jürgen Munsch, Michael Orth und Roland Reichelt
- 1992 - Deutscher Vizemeister in Schiefbahn - Ewald Fuhrmann, Heinz Sommer, Stefan Lingen, Jürgen Munsch, Michael Orth und Roland Reichelt
- 1993 - Deutscher Vizemeister in Moers - Roland Reichelt, Heinz Sommer, Stefan Lingen, Michael Orth, Ewald Fuhrmann und Jürgen Munsch
- 1994 - Deutscher Meister in Gärtringen - Jürgen Munsch, Ewald Fuhrmann, Stefan Lingen, Heinz Sommer, Michael Orth und Roland Reichelt
- 1995 - Deutscher Meister in Hamburg - Jochen Leusch, Michael Orth, Jürgen Munsch, Stefan Lingen, Ewald Fuhrmann und Heinz Sommer
- 1996 - Deutscher Meister in Karlsruhe - Jochen Leusch, Michael Orth, Jürgen Munsch, Stefan Lingen, Ewald Fuhrmann und Heinz Sommer
- 1997 - 3. Platz Deutsche Meisterschaften in Moers - Jochen Leusch, Stefan Lingen, Michael Orth, Heinz Sommer, Jürgen Munsch und Gregor Rütters
- 1998 - Deutscher Vizemeister in Koblenz - Jochen Leusch, Michael Orth, Jürgen Munsch, Stefan Lingen, Ewald Fuhrmann und Gregor Rütters
- 2006 - Deutscher Vizemeister in Mönchengladbach - Christian Steinfals, Marcel Hilkens, Florian Steinfals, Markus Holl, Stephan Küpper und Christian Happle

## Die erfolgreichsten Sportler bei Deutschen Meisterschaften
| Name                   | Gold | Silber | Bronze | Gesamt |
| ---------------------- | ---- | ------ | ------ | ------ |
| Gisela Quade           | 16   | 4      | 2      | 22     |
| Hannelore Lingen       | 16   | 3      | 2      | 21     |
| Mechtilde Moll         | 13   | 3      | 1      | 17     |
| Marlies Gorthwinkel    | 13   | 2      | 0      | 15     |
| Franz Adrians          | 11   | 16     | 4      | 31     |
| Gisela Florak          | 11   | 4      | 2      | 17     |
| Carsten Stähn          | 11   | 2      | 1      | 14     |
| Markus Schmitz         | 11   | 1      | 1      | 13     |
| Hubert Küsters         | 10   | 11     | 1      | 22     |
| Waltraud Strommenger   | 10   | 2      | 1      | 13     |
| Ewald Fuhrmann         | 9    | 10     | 9      | 28     |
| Bernhard Adrians       | 9    | 7      | 4      | 20     |
| Michael Stähn          | 9    | 3      | 2      | 14     |
| Simon Muhr             | 9    | 3      | 1      | 13     |
| Herbert Gülden         | 8    | 8      | 9      | 25     |
| Marc Uhlmann           | 8    | 3      | 1      | 12     |
| Stefan Huppertz        | 8    | 1      | 1      | 10     |
| Thomas Klingen         | 8    | 0      | 1      | 9      |
| Walter Bruß            | 7    | 2      | 6      | 15     |
| Karl Heinz Strommenger | 6    | 10     | 4      | 20     |
| Heinz Sommer           | 6    | 8      | 8      | 22     |
| Roland Reichelt        | 6    | 7      | 7      | 20     |
| Dirk Uhlmann           | 6    | 4      | 1      | 11     |
| Stefan Lingen          | 5    | 13     | 7      | 25     |
| Matthias Lingen        | 5    | 11     | 3      | 19     |
| Jürgen Munsch          | 5    | 10     | 10     | 25     |
| Heinz Sieben           | 5    | 8      | 3      | 16     |
| Heinz Conze            | 5    | 8      | 1      | 14     |
| Michael Orth           | 5    | 7      | 5      | 17     |
| Willi Krücken          | 5    | 7      | 0      | 12     |
| Hanni Janssen          | 5    | 5      | 2      | 12     |
| Renate Erbers          | 5    | 5      | 0      | 10     |
| Heinz Schmitz          | 5    | 4      | 7      | 16     |
| Heinrich Compes        | 5    | 4      | 2      | 11     |
| Christian Kaes         | 5    | 4      | 0      | 9      |
| Udo Krokowski          | 5    | 3      | 5      | 13     |
| Liane Loers            | 5    | 1      | 3      | 9      |
| Marc Herzmann          | 5    | 1      | 1      | 7      |
| Marita Neues           | 5    | 1      | 0      | 6      |
| Heinz Josef Plum       | 4    | 7      | 3      | 14     |
| Erwin Dornseifer       | 4    | 7      | 0      | 11     |
| Andreas Bell           | 4    | 6      | 1      | 11     |
| Benjamin Schwarte      | 4    | 6      | 0      | 10     |
| Simon Jägersküpper     | 4    | 5      | 1      | 10     |
| Georg Bockers          | 4    | 4      | 2      | 10     |
| Margret Schaffrath     | 4    | 3      | 2      | 9      |
| Markus Korsten         | 4    | 1      | 1      | 6      |
| Peter Steinfals        | 4    | 1      | 1      | 6      |
| Hannelore Loers        | 4    | 0      | 2      | 6      |
| Hans Schumacher        | 4    | 0      | 1      | 5      |
| Hans Georg Huppertz    | 3    | 6      | 10     | 19     |
| Cordula Giese          | 3    | 6      | 1      | 10     |
| Roswitha Giese         | 3    | 5      | 3      | 11     |
| Wilfried Lenzkes       | 3    | 2      | 2      | 7      |
| Lydia Robling          | 3    | 2      | 1      | 6      |
| Theo Stähn             | 3    | 1      | 1      | 5      |
| Paul Scheer            | 3    | 0      | 1      | 4      |
| Werner Hoegen          | 3    | 0      | 1      | 4      |
| Uli Hollman            | 3    | 0      | 0      | 3      |
| Albert Eußem           | 3    | 0      | 0      | 3      |
| Benjamin Lowinski      | 3    | 0      | 0      | 3      |
| Thomas Hally           | 2    | 6      | 3      | 11     |
| Annemarie Sandkaulen   | 2    | 6      | 1      | 9      |
| Jakob Adrians          | 2    | 6      | 0      | 8      |
| Bärbel Gawlik          | 2    | 5      | 1      | 8      |
| Martin Wichert         | 2    | 4      | 2      | 8      |
| Rene Päffgen           | 2    | 4      | 2      | 8      |
| Gregor Rütters         | 2    | 3      | 5      | 10     |
| Christian Plützer      | 2    | 3      | 3      | 8      |
| Marcel Hilkens         | 2    | 3      | 3      | 8      |
| Matthias Siegers       | 2    | 3      | 0      | 5      |
| Jochen Leusch          | 2    | 2      | 5      | 9      |
| Ralf Huppertz          | 2    | 2      | 4      | 8      |
| Frank Gülden           | 2    | 2      | 4      | 8      |
| Christian Steinfals    | 2    | 2      | 2      | 6      |
| Ralf Fuhrmann          | 2    | 2      | 1      | 5      |
| Daniel Lowinski        | 2    | 2      | 0      | 4      |
| Andre Linges           | 2    | 1      | 2      | 5      |
| Rudi Plum              | 2    | 1      | 2      | 5      |
| Stephan Küpper         | 2    | 1      | 2      | 5      |
| Raphael Schwarte       | 2    | 1      | 1      | 4      |
| Helga Siegel           | 2    | 1      | 0      | 3      |
| Wolfgang Look          | 2    | 0      | 2      | 4      |
| Jürgen Dömges          | 2    | 0      | 1      | 3      |
| Marco Zander           | 2    | 0      | 0      | 2      |
| Christian Stähn        | 1    | 5      | 2      | 8      |
| Norbert Laurs          | 1    | 4      | 5      | 10     |
| Matthias Post          | 1    | 4      | 3      | 8      |
| Johann Adrians         | 1    | 4      | 0      | 5      |
| Jonas Jägersküpper     | 1    | 4      | 2      | 7      |
| Manfred Schaath        | 1    | 2      | 1      | 4      |
| Nikki Hoppenkamps      | 1    | 2      | 1      | 4      |
| Marcus Kronen          | 1    | 2      | 0      | 3      |
| Gabi Kapell            | 1    | 1      | 2      | 4      |
| Josef Baur             | 1    | 1      | 1      | 3      |
| Hans Thelen            | 1    | 1      | 1      | 3      |
| Anneliese Mevissen     | 1    | 1      | 1      | 3      |
| Manfred Kruse          | 1    | 1      | 1      | 3      |
| Heinz Gerd Clever      | 1    | 1      | 0      | 2      |
| Heinz Gerd Esser       | 1    | 1      | 0      | 2      |
| Josef Krahe            | 1    | 1      | 0      | 2      |
| Karl Lönes             | 1    | 0      | 1      | 2      |
| Peter Sieben           | 1    | 0      | 1      | 2      |
| Josef Döhmen           | 1    | 0      | 0      | 1      |
| Reinhard Bäumers       | 1    | 0      | 0      | 1      |
| Thomas Päffges         | 1    | 0      | 0      | 1      |
| Wolfgang Gottlob       | 1    | 0      | 0      | 1      |
| Theo Theißen           | 0    | 4      | 0      | 4      |
| Beate Lingen           | 0    | 3      | 2      | 5      |
| Anja Mangelsdorf       | 0    | 3      | 2      | 5      |
| Claudia Huppertz       | 0    | 3      | 1      | 4      |
| Reinhard Leidens       | 0    | 2      | 5      | 7      |
| Rudi Fußangel          | 0    | 2      | 5      | 7      |
| Heinz Rommerskirchen   | 0    | 2      | 3      | 5      |
| Michael Quade          | 0    | 2      | 3      | 5      |
| Ursula Schrennen       | 0    | 2      | 1      | 3      |
| Heidi Robling          | 0    | 2      | 0      | 2      |
| Gisela Beckers         | 0    | 2      | 0      | 2      |
| Hubert Mevissen        | 0    | 1      | 2      | 3      |
| Silvia Schröder        | 0    | 1      | 1      | 2      |
| Irene Thelen           | 0    | 1      | 1      | 2      |
| Maria Wachtmeister     | 0    | 1      | 1      | 2      |
| Hans Neuß              | 0    | 1      | 1      | 2      |
| Fine Leuer             | 0    | 1      | 1      | 2      |
| Susanne Krause         | 0    | 1      | 1      | 2      |
| Uwe Königs             | 0    | 1      | 1      | 2      |
| Sebastian Bend         | 0    | 1      | 0      | 1      |
| Monika Königs          | 0    | 1      | 0      | 1      |
| Simone Schlösser       | 0    | 1      | 0      | 1      |
| Thorsten Hermann       | 0    | 1      | 0      | 1      |
| Willi Nießen           | 0    | 1      | 0      | 1      |
| Annemarie Bolten       | 0    | 1      | 0      | 1      |
| Liesel Stähn           | 0    | 1      | 0      | 1      |
| Marianne Virchens      | 0    | 1      | 0      | 1      |
| Klaus Bockers          | 0    | 1      | 0      | 1      |
| Helmut Dömges          | 0    | 1      | 0      | 1      |
| Ferdi Quinkelen        | 0    | 1      | 0      | 1      |
| Christian Wirtz        | 0    | 1      | 0      | 1      |
| Claudia Vitz           | 0    | 1      | 0      | 1      |
| Peter Schmidt          | 0    | 0      | 2      | 2      |
| Josef Küppenbender     | 0    | 0      | 2      | 2      |
| Swen Korsten           | 0    | 0      | 1      | 1      |
| Bernd Gülden           | 0    | 0      | 1      | 1      |
| Monika Linges          | 0    | 0      | 1      | 1      |
| Bettina Pomp           | 0    | 0      | 1      | 1      |
| Irmgard Schmitz        | 0    | 0      | 1      | 1      |
| Regina Giese           | 0    | 0      | 1      | 1      |
| Karl Josef Krahe       | 0    | 0      | 1      | 1      |
| Stephan Pritzer        | 0    | 0      | 1      | 1      |
| Sonja Holl             | 0    | 0      | 1      | 1      |
| Bettina Schmitz        | 0    | 0      | 1      | 1      |
| Christina Tölkes       | 0    | 0      | 1      | 1      |
| Kristina Erdtelt       | 0    | 0      | 1      | 1      |
| Anke Michiels          | 0    | 0      | 1      | 1      |
| Jacqueline Bourgeois   | 0    | 0      | 1      | 1      |

## Erfolge bei Europameisterschaften
- 1930 - 3. Platz Europameisterschaften in Leipzig - Einer Kunstradfahren Männer - Franz Adrians
- 1959 - Vize-Europameister in Stuttgart - Sechser Kunstradfahren Männer - Heinz Conze, Heinz Sieben, Hubert Küsters, Franz Adrians, Heinz Josef Plum und Karl Heinz Strommenger
- 1961 - Europameisterin in St. Gallen/CH - Einer Kunstradfahren Frauen - Gisela Welters
- 1962 - Europameisterin in Wien/AUT - Einer Kunstradfahren Frauen - Gisela Welters
- 1977 - Europameister in Brünn/TCH - Sechser Sechser-Kunstradfahren Männer - Heinz Schmitz, Walter Bruß, Hans Georg Huppertz, Ewald Fuhrmann, Herbert Gülden und Udo Krokowski
- 1979 - Europameister in Schiltigheim/F - Sechser Sechser-Kunstradfahren Männer - Heinz Schmitz, Walter Bruß, Hans Georg Huppertz, Ewald Fuhrmann, Herbert Gülden und Roland Reichelt
- 1981 - Europameister in Heerlen/NL - Sechser Sechser-Kunstradfahren Männer - Heinz Schmitz, Walter Bruß, Hans Georg Huppertz, Ewald Fuhrmann, Jürgen Munsch und Udo Krokowski

## Erste Vorsitzende des RV Adler 1901 Mönchengladbach Neuwerk e. V.
| Jahr      | Name                   |
| --------- | ---------------------- |
| 1901–1924 | Anton Koenes           |
| 1924–1926 | Theodor Künkels        |
| 1927–1933 | Johann Nöhles          |
| 1933      | Karl Schlechtriem      |
| 1933      | Heinrich Koenes        |
| 1934–1936 | Johann Nöhles          |
| 1946      | Eduard Koenes          |
| 1946–1948 | Heinrich Adrians       |
| 1949–1955 | Josef Errens           |
| 1956–1961 | Willi Krücken          |
| 1962      | Josef Errens           |
| 1963–1964 | Heinz Josef Plum       |
| 1965–1966 | Jakob Adrians          |
| 1967–1975 | Heinz Josef Plum       |
| 1976–1983 | Heinz Siegel           |
| 1984      | Norbert Laurs          |
| 1985–1995 | Heinz Rütters          |
| 1996–2001 | Hermann Josef Huppertz |
| 2002–2008 | Peter Steinfals        |
| 2009–2012 | Roland Reichelt        |
| 2012-     | Stefan Lingen          |

## Verbandszugehörigkeit
- Bund Deutscher Radfahrer
- Radsportverband Nordrh.-Westfalen e. V.
- Radsportbezirk Mönchengladbach
- Stadtsportbund Mönchengladbach e. V.